# Statistiche e record del Viareggio Calcio
Sono riportate in questa pagina le statistiche riguardanti il Viareggio Calcio, società calcistica italiana con sede a Viareggio.

## Partecipazione ai campionati
| Livello | Categoria                       | Partecipazioni | Debutto   | Ultima stagione | Totale |
| ------- | ------------------------------- | -------------- | --------- | --------------- | ------ |
| 2º      | Seconda Divisione               | 4              | 1922-1923 | 1925-1926       | 10     |
| 2º      | Serie B                         | 6              | 1933-1934 | 1947-1948       | 10     |
| 3º      | Seconda Divisione               | 2              | 1926-1927 | 1927-1928       | 22     |
| 3º      | Prima Divisione                 | 5              | 1928-1929 | 1932-1933       | 22     |
| 3º      | Serie C                         | 10             | 1937-1938 | 1973-1974       | 22     |
| 3º      | Lega Pro Prima Divisione        | 5              | 2009-2010 | 2013-2014       | 22     |
| 4º      | Promozione                      | 2              | 1949-1950 | 1950-1951       | 33     |
| 4º      | IV Serie                        | 2              | 1955-1956 | 1956-1957       | 33     |
| 4º      | Campionato Interregionale       | 2              | 1957-1958 | 1958-1959       | 33     |
| 4º      | Serie D                         | 15             | 1961-1962 | 2018-2019       | 33     |
| 4º      | Serie C2                        | 11             | 1978-1979 | 2007-2008       | 33     |
| 4º      | Lega Pro Seconda Divisione      | 1              | 2008-2009 | 2008-2009       | 33     |
| 5º      | Serie D                         | 4              | 1979-1980 | 2006-2007       | 15     |
| 5º      | Campionato Interregionale       | 9              | 1981-1982 | 1989-1990       | 15     |
| 5º      | Campionato Nazionale Dilettanti | 2              | 1995-1996 | 1996-1997       | 15     |

In 80 stagioni sportive disputate a livello nazionale a partire dall'esordio nella Lega Nord, compresi 12 campionati di Serie C2. Sono escluse le annate dal 1938 al 1945, dal 1951 al 1955, dal 1994 al 1995, e dal 2003 al 2006, dal 2014 al 2015, e dal 2019, nelle quali il Viareggio fu inattivo o partecipò ai massimi tornei del Comitato Regionale Toscano, cui afferiva anche antecedentemente il 1922.

## Dalle origini al 1922
| Tipo di Serie | Campionato | Partecipazioni | Promozioni |
| ------------- | ---------- | -------------- | ---------- |
| II Livello    | 1921-1922  | 2              | 0          |
| III Livello   | 1919-1920  | 1              | 1          |

## Dal 1922 al 1929
| Tipo di Serie | Campionato                                       | Partecipazioni | Promozioni |
| II Livello    | 1922-1923 \| 1923-1924 \| 1924-1925 \| 1925-1926 | 4              | 0          |
| III Livello   | 1926-1927 \| 1927-1928 \| 1928-1929              | 3              | 1          |

## Dal 1929 al 1978
| Tipo di Serie          | Campionato | Partecipazioni | Promozioni |
| II Livello - B         | 1933-1934 \| 1934-1935 \| 1935-1936 \| 1936-1937 \| 1946-1947 \| 1947-1948 | 6              | 0          |
| III Livello - C        | 1929-1930 \| 1930-1931 \| 1931-1932 \| 1932-1933 \| 1937-1938 \| 1945-1946 \| 1948-1949 \| 1960-1961 \| 1968-1969 \| 1969-1970 \| 1970-1971 \| 1971-1972 \| 1972-1973 \| 1973-1974                                                                  | 14             | 2          |
| IV Livello - D         | 1942-1943 \| 1949-1950 \| 1950-1951 \| 1955-1956 \| 1956-1957 \| 1957-1958 \| 1958-1959 \| 1959-1960 \| 1961-1962 \| 1962-1963 \| 1963-1964 \| 1964-1965 \| 1965-1966 \| 1966-1967 \| 1967-1968 \| 1974-1975 \| 1975-1976 \| 1976-1977 \| 1977-1978 | 19             | 4          |
| V Livello - Promozione | 1951-1952 \| 1952-1953 \| 1953-1954 \| 1954-1955 | 4              | 2          |

## Dal 1978 al 2014
| Tipo di Serie           | Campionato | Partecipazioni | Promozioni |
| III Livello - C1        | 2009-2010 \| 2010-2011 \| 2011-2012 \| 2012-2013 \| 2013-2014 | 5              | 0          |
| IV Livello - C2         | 1978-1979 \| 1990-1991 \| 1991-1992 \| 1992-1993 \| 1993-1994 \| 1997-1998 \| 1998-1999 \| 1999-2000 \| 2000-2001 \| 2001-2002 \| 2007-2008 \| 2008-2009                                        | 12             | 1          |
| V Livello - D           | 1979-1980 \| 1980-1981 \| 1981-1982 \| 1982-1983 \| 1983-1984 \| 1984-1985 \| 1985-1986 \| 1986-1987 \| 1987-1988 \| 1988-1989 \| 1989-1990 \| 1995-1996 \| 1996-1997 \| 2002-2003 \| 2006-2007 | 15             | 3          |
| VI Livello - Eccellenza | 1994-1995 \| 2003-2004 \| 2004-2005 \| 2005-2006 | 4              | 2          |

## Dal 2014 ad oggi
| Tipo di Serie                    | Campionato                                       | Partecipazioni | Promozioni |
| III Livello - C                  |                                                  | 0              | 0          |
| IV Livello - D                   | 2015-2016 \| 2016-2017 \| 2017-2018 \| 2018-2019 | 4              | 0          |
| V Livello - Eccellenza           | 2014-2015 \| 2024-2025                           | 2              | 1          |
| VI Livello - Promozione          | 2023-2024                                        | 1              | 1          |
| VII Livello - Prima Categoria    | 2022-2023                                        | 1              | 1          |
| VIII Livello - Seconda Categoria | 2019-2020 \| 2020-2021* \| 2021-2022             | 2              | 1          |

## Totali in base ai Livelli dal 1922
| Tipo di Serie | Partecipazioni | Promozioni | 1º Posto |
| I Livello     | 0              | 0          | 0        |
| II Livello    | 10             | 0          | 0        |
| III Livello   | 22             | 3          | 1        |
| IV Livello    | 35             | 5          | 3        |
| V Livello     | 21             | 6          | 6        |
| VI Livello    | 5              | 3          | 3        |
| VII Livello   | 1              | 1          | 1        |
| VIII Livello  | 2              | 1          | 1        |
| Inattivo      | 7              | -          | -        |
| Totale        | 103            | 18         | 14       |

## Statistiche individuali

### Calciatori
| Record di presenze - 272 Alberto Reccolani - 268 Lorenzo Fiale - 241 Leone Della Latta - 238 Remo Bonzi - 235 Vitaliano Bonuccelli | Record di reti - 109 Vitaliano Bonuccelli - 103 Spartaco Bertolucci - 56 Vinicio Viani - 53 Gino Lemmetti |

### Allenatori
- 183  Enzo Riccomini
- 169  Gino Landolfi
- 144  Quinto Bertoloni
- 126  Euro Riparbelli
- 112  Stefano Santini